# Річицька сільська рада (Кам'янецький район)
52°26′24″ пн. ш. 23°57′58″ сх. д. / 52.44000° пн. ш. 23.96611° сх. д.
Рі́чицька сільська́ ра́да (біл. Рэ́чыцкі сельсавет) — адміністративно-територіальна одиниця у складі Кам'янецького району, Берестейської області Білорусі. Адміністративний центр сільської ради — село Річиця.

## Географія
Річицька сільська рада розташована на крайньому південному заході Білорусі, на заході Берестейської області та сході Кам'янецького району, на північний схід від обласного та схід від районного центрів. На півдні вона межує із Пелищенською, на південному заході — із Видомлянською сільськими радами, на заході — із містом Кам'янець, на північному заході — із Новицьковицькою та Каменюцькою сільськими радами (всі Кам'янецький район), на північному сході — із Пружанським, на сході — із Кобринським, а на південному сході — із Жабинківським районами (Берестейська область).
Великих озер на території Річицької сільської ради немає. Найбільша річка Лісна (85 км), права притока Західного Бугу із своїми твірними притоками — Лісною Правою (63 км), та Лісною Лівою (50 км). В долинах річок побудована система меліоративних каналів.
Найвища точка сільської ради становить 177,4 м над рівнем моря і розташована на південній околиці населеного пункту Смольники.
Територією сільради із півдня на північ проходить республіканські автомобільні шляхи Р98, за маршрутом: Пещатка — Свіслоч, та Р102, за маршрутом: Високе — Кобринь. Найближча залізнична станція — «Тевлі» в селі Тевлі.

## Історія
Сільська рада була утворена 12 жовтня 1940 року у складі Кам'янецького району Брестської області, яка була утворена 4 грудня 1939 року після приєднання Західної Білорусі до складу БРСР, що відбулося в результаті підписання пакту Молотова — Ріббентропа.

## Склад сільської ради
До складу Річицької сільської ради входить 30 населених пунктів, із них всі села.
| Населений пункт      | Статус | Населення осіб (2009) | Координати                                                            |
| -------------------- | ------ | --------------------- | --------------------------------------------------------------------- |
| Річиця               | село   | 238                   | 52°23′39″ пн. ш. 24°0′19″ сх. д. / 52.39417° пн. ш. 24.00528° сх. д.  |
| Антони               | село   | 6                     | 52°23′0″ пн. ш. 23°59′0″ сх. д. / 52.38333° пн. ш. 23.98333° сх. д.   |
| Бояри                | село   | 15                    | 52°23′29″ пн. ш. 24°1′14″ сх. д. / 52.39139° пн. ш. 24.02056° сх. д.  |
| Великий Ліс          | село   | 7                     | 52°28′44″ пн. ш. 23°58′17″ сх. д. / 52.47889° пн. ш. 23.97139° сх. д. |
| Воля                 | село   | 18                    | 52°24′45″ пн. ш. 24°1′18″ сх. д. / 52.41250° пн. ш. 24.02167° сх. д.  |
| Ганці                | село   | 4                     | 52°24′38″ пн. ш. 24°2′46″ сх. д. / 52.41056° пн. ш. 24.04611° сх. д.  |
| Голий Борок          | село   | 18                    | 52°25′34″ пн. ш. 23°50′48″ сх. д. / 52.42611° пн. ш. 23.84667° сх. д. |
| Грудовики            | село   | 6                     | 52°26′19″ пн. ш. 23°56′22″ сх. д. / 52.43861° пн. ш. 23.93944° сх. д. |
| Гурини               | село   | 6                     | 52°23′57″ пн. ш. 24°3′47″ сх. д. / 52.39917° пн. ш. 24.06306° сх. д.  |
| Дворці               | село   | 203                   | 52°26′56″ пн. ш. 23°58′24″ сх. д. / 52.44889° пн. ш. 23.97333° сх. д. |
| Димники              | село   | 65                    | 52°23′35″ пн. ш. 24°5′48″ сх. д. / 52.39306° пн. ш. 24.09667° сх. д.  |
| Жданки               | село   | 1                     | 52°26′6″ пн. ш. 23°52′23″ сх. д. / 52.43500° пн. ш. 23.87306° сх. д.  |
| Комаровщина          | село   | 25                    | 52°25′3″ пн. ш. 23°50′7″ сх. д. / 52.41750° пн. ш. 23.83528° сх. д.   |
| Кривляни             | село   | 29                    | 52°23′30″ пн. ш. 23°59′13″ сх. д. / 52.39167° пн. ш. 23.98694° сх. д. |
| Кукольчиці           | село   | 9                     | 52°22′23″ пн. ш. 24°2′16″ сх. д. / 52.37306° пн. ш. 24.03778° сх. д.  |
| Ліски                | село   | 4                     | 52°27′7″ пн. ш. 24°0′44″ сх. д. / 52.45194° пн. ш. 24.01222° сх. д.   |
| Мартинюки            | село   | 173                   | 52°25′3″ пн. ш. 23°53′15″ сх. д. / 52.41750° пн. ш. 23.88750° сх. д.  |
| Мачульські           | село   | 1                     | 52°29′44″ пн. ш. 23°57′35″ сх. д. / 52.49556° пн. ш. 23.95972° сх. д. |
| Мельники             | село   | 11                    | 52°24′11″ пн. ш. 24°0′30″ сх. д. / 52.40306° пн. ш. 24.00833° сх. д.  |
| Новики               | село   | 11                    | 52°23′40″ пн. ш. 24°2′10″ сх. д. / 52.39444° пн. ш. 24.03611° сх. д.  |
| Норовщина            | село   | 6                     | 52°23′5″ пн. ш. 24°1′28″ сх. д. / 52.38472° пн. ш. 24.02444° сх. д.   |
| Осинки               | село   | 5                     | 52°22′46″ пн. ш. 24°1′26″ сх. д. / 52.37944° пн. ш. 24.02389° сх. д.  |
| Пересек              | село   | 8                     | 52°29′13″ пн. ш. 23°57′48″ сх. д. / 52.48694° пн. ш. 23.96333° сх. д. |
| Пруська-Богуславська | село   | 29                    | 52°24′23″ пн. ш. 23°53′20″ сх. д. / 52.40639° пн. ш. 23.88889° сх. д. |
| Пруська-Вольгинова   | село   | 18                    | 52°23′25″ пн. ш. 23°53′6″ сх. д. / 52.39028° пн. ш. 23.88500° сх. д.  |
| Смольники            | село   | 10                    | 52°23′27″ пн. ш. 24°2′17″ сх. д. / 52.39083° пн. ш. 24.03806° сх. д.  |
| Угляни               | село   | 36                    | 52°26′25″ пн. ш. 23°53′39″ сх. д. / 52.44028° пн. ш. 23.89417° сх. д. |
| Чабахи               | село   | 16                    | 52°25′31″ пн. ш. 23°52′18″ сх. д. / 52.42528° пн. ш. 23.87167° сх. д. |
| Чемери 1             | село   | 113                   | 52°24′55″ пн. ш. 23°55′41″ сх. д. / 52.41528° пн. ш. 23.92806° сх. д. |
| Чемери 2             | село   | 30                    | 52°24′4″ пн. ш. 23°57′22″ сх. д. / 52.40111° пн. ш. 23.95611° сх. д.  |

## Населення
За переписом населення Білорусі 2009 року чисельність населення сільської ради становила 1121 особа.

### Національність
Розподіл населення за рідною національністю за даними перепису 2009 року:
| Національність            | Осіб | Відсоток |
| ------------------------- | ---- | -------- |
| білоруси                  | 981  | 87,51 %  |
| українці                  | 59   | 5,26 %   |
| росіяни                   | 58   | 5,17 %   |
| цигани                    | 11   | 0,98 %   |
| поляки                    | 5    | 0,45 %   |
| чуваші                    | 4    | 0,36 %   |
| латиші                    | 1    | 0,09 %   |
| комі                      | 1    | 0,09 %   |
| національність не вказана | 1    | 0,09 %   |
| Разом                     | 1121 | 100 %    |